# Zamek w Swobnicy
Zamek w Swobnicy (niem. Schloss Wildenbruch) – zamek z XIV wieku w Swobnicy w powiecie gryfińskim, wpisany do rejestru zabytków nieruchomych województwa zachodniopomorskiego wraz z parkiem z aleją kasztanowcową.

## Historia

### Zamek średniowieczny (XIV-XV wiek)
Zamek wznieśli joannici baliwatu brandenburskiego w latach 1377–1382 za zgodą książąt szczecińskich Świętobora I i Bogusława VII, wydaną w 1377 roku. W 1382 roku Joannici przenieśli do zamku w Swobnicy swoją komandorię (komturię) po zdobyciu i spaleniu ich zamku w Rurce przez mieszczan z Chojny w 1373 roku.   
Pod budowę wybrano półwysep Jeziora Grodziskiego. Z trzech stron zamek otaczała  woda, a dodatkowe wzmocnienie stanowiła fosa, od strony zachodniej odcinająca połwysep od lądu stałego. Za fosą rozciągało się przedzamcze o funkcji gospodarczej. Broniły go kolejny nawodniony przekop o szerokości 25 m i fortyfikacje drewniano-ziemne. Budowę zaczęto zapewne wkrótce po uzyskaniu pozwolenia od książąt szczecińskich na wzniesienie zamku w 1377. Pięć lat później na zamku w Swobnicy zamieszkał joannicki komendant Henryk von Güntersberg.  
Zamek zbudowano z cegły na kamiennym fundamencie, a mury sięgały wysokości od 15 do 18 m. Od góry obiegał je ganek z krenelażem. Od strony północnej wznosił się krótki (7 x 10 m), podpiwniczony, dwukondygnacyjny dom mieszkalny niezajmujący całej długości kurtyny. Na jego piętrze znajdowały się zapewne od wschodu kaplica (wzmiankowana w 1420), zbrojownia (pierwotny refektarz?) i izby mieszkalne. W narożniku zamku ulokowano masywną wieżę, bergfried liczącą pierwotnie 31 m wysokości. Dołem była ona czworoboczna, na rzucie kwadratu o boku 12,3 m. Znajdował się tu głęboki loch więzienny. Górna, dwudziestometrowa część miała plan kolisty. Najwyższa kondygnacja była zaopatrzona w blankowanie i zwieńczona ceglanym ostrosłupem lub stożkiem.   
Bramę wjazdową umieszczono w murze zachodnim w pobliżu wieży.  
W XV wieku powstało gotyckie skrzydło na długości całej kurtyny wschodniej (skrzydło środkowe). Mieścił się tam skarbiec i mieszkanie komendanta. Być może w tym też okresie nadbudowano wieżę przystosowując ją do użycia broni palnej.  
W XV lub w końcu XVI wieku powstało skrzydło południowe (po prawej stronie od wjazdu).  

### Zamek po przebudowie barokowej (XVIII wiek)
Po wojnie trzydziestoletniej zakon Joannitów został usunięty w 1648 roku ze Swobnicy, a zamek w 1690 roku przejął ród Hohenzollernów z Schwedt, który władał nim do 1945 roku. W 1730 roku obiekt przebudowano w stylu barokowym i przekształcono go w rezydencję myśliwską. Zburzono wtedy budynek północny i południowy (lewy i prawy) i na miejscu najstarszego domu gotyckiego z XIV wieku zbudowano trakt pałacowy z osiowo zaznaczonym wejściem. Kolejne prace prowadzono na zamku w XIX wieku. 

### Zamek po II wojnie światowej
W 1945 roku zamek został uszkodzony. Podczas II wojny światowej na zamku przechowywano pomnik Fryderyka II Wielkiego ze Szczecina. Po II wojnie światowej znaleziono na zamku także kapitele z Kołbacza, Nowogardu, Szadzka, renesansowe płyty nagrobne z portretami Filipa I i Barnima IX z żoną. W czasach PRL zespół zamkowy należał do państwowego gospodarstwa rolnego. W tym okresie korpus główny zamku był użytkowany jako spichlerz, a pozostałe pomieszczenia służyły za mieszkania i biura. W 1992 roku zamek nabył holenderski przedsiębiorca von Lenart. 
Pierwotny park przez lata zaniedbań zamienił się w gęsty las, a zamek pomimo swojej wartości został zdewastowany w 1954 roku i nie doczekał się remontu (w 2008 roku zawaliło się północne skrzydło) aż do listopada 2011 roku, kiedy to właściciel oddał gminie Banie zaniedbany zamek dzięki działalności Towarzystwa Zamku w Swobnicy, co umożliwiło rozpoczęcie remontu. Główną część zamku pokryto nowym dachem w 2012 roku za kwotę 718 tys. zł. Jesienią 2013 roku zakończono remont średniowiecznej wieży ze środków m.in. MKiDN za łączną kwotę 385 tys. zł.
Zamek wpisano do rejestru zabytków nieruchomych 31 marca 1957 roku (nr rej.: A-760), pod tym samym numerem rejestru dopisano park z aleją kasztanowcową 4 grudnia 1980 roku.

## Architektura
Zamek znajduje się poza centrum wsi i prowadzi do niego brukowana aleja obsadzona szpalerem lip i kasztanowców. Obiekt znajduje się nad Jeziorem Grodziskim (lub Zamkowym – położonym na rzece Tywie; w dużej mierze wyschniętym) i dzięki fosie był z trzech stron otoczony wodą. Jest to obiekt trójkrzydłowy, w stylu pierwotnie gotyckim, na planie kwadratu o boku 50 m z wewnętrznym dziedzińcem. Wieża ma wysokość 31 m, przekrój kwadratu u podstawy i okręgu powyżej. Od zachodu zamku znajduje się przedzamcze, na które składają się dwa ceglane budynki gospodarcze. Powierzchnia użytkowa zamku wynosi 1 961 m², a jego kubatura to 20 049 m³.

## Galeria

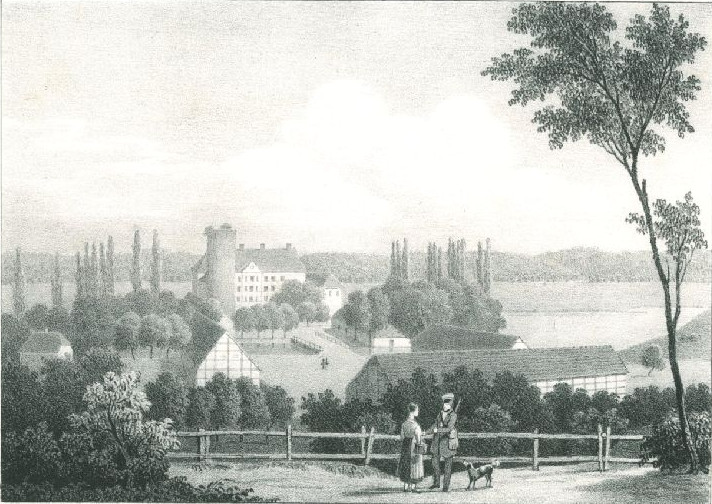
Zamek na litografii (1846)
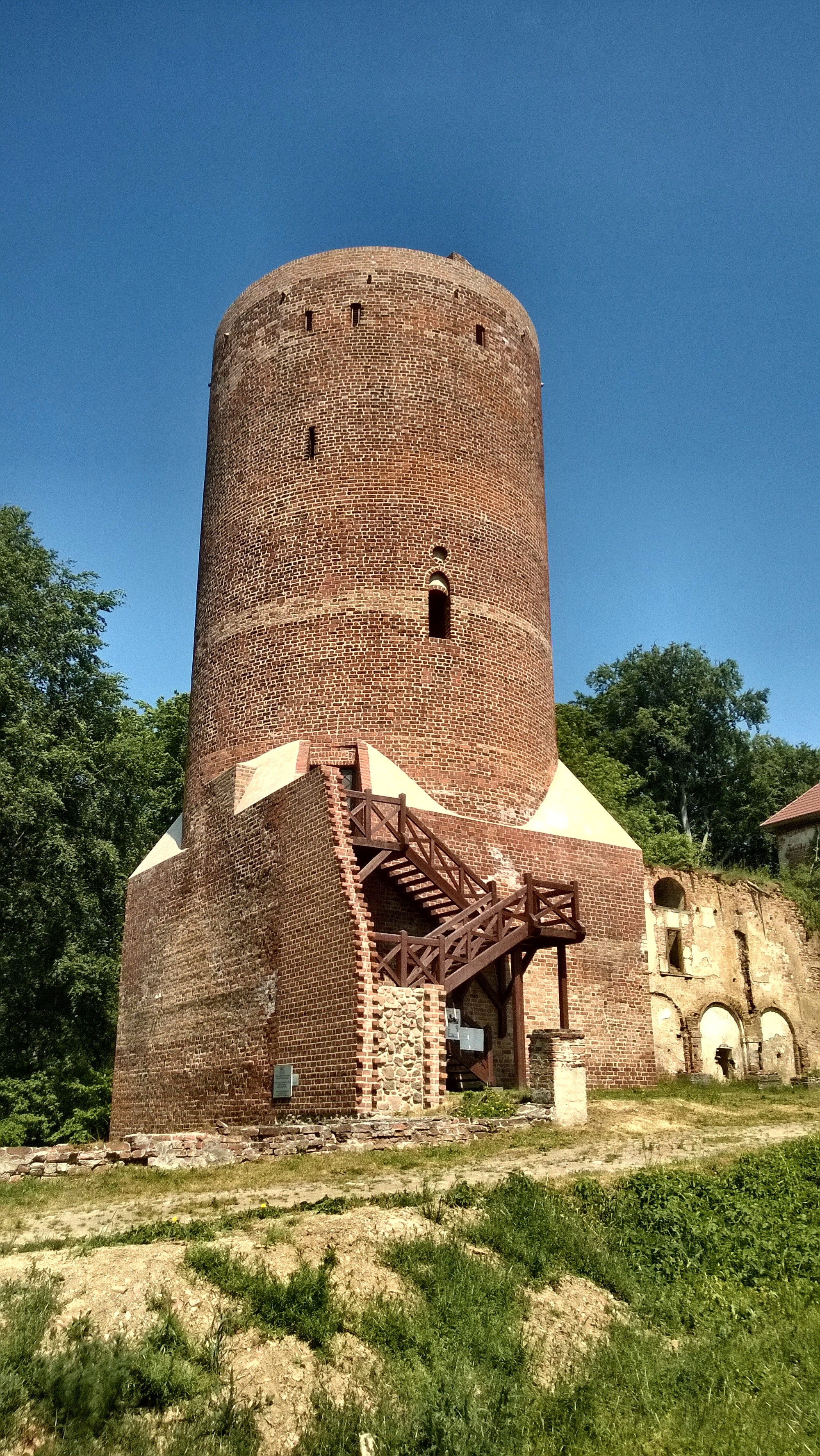
Baszta (2016)
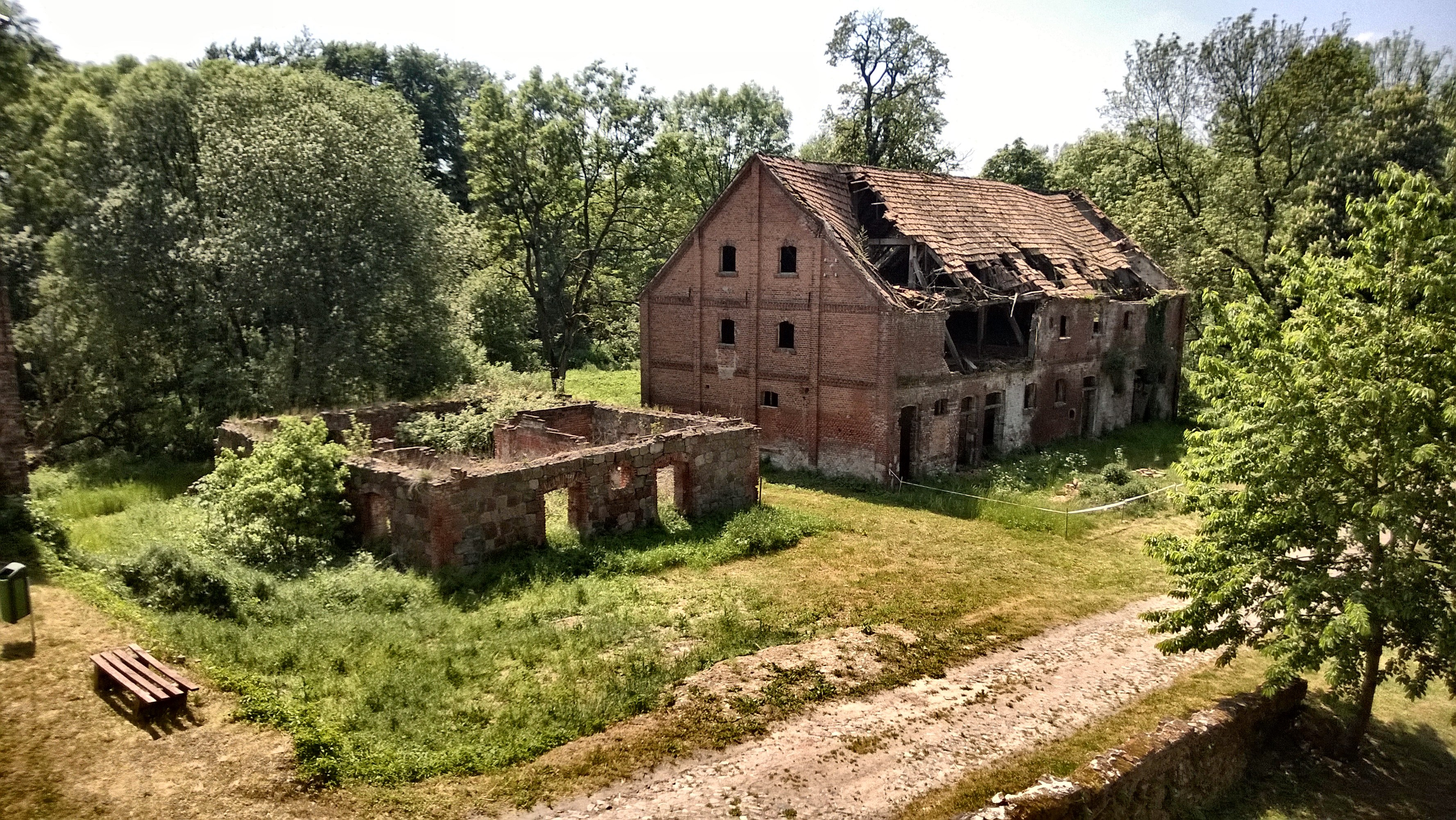
Budynki gospodarcze przedzamcza (2016)
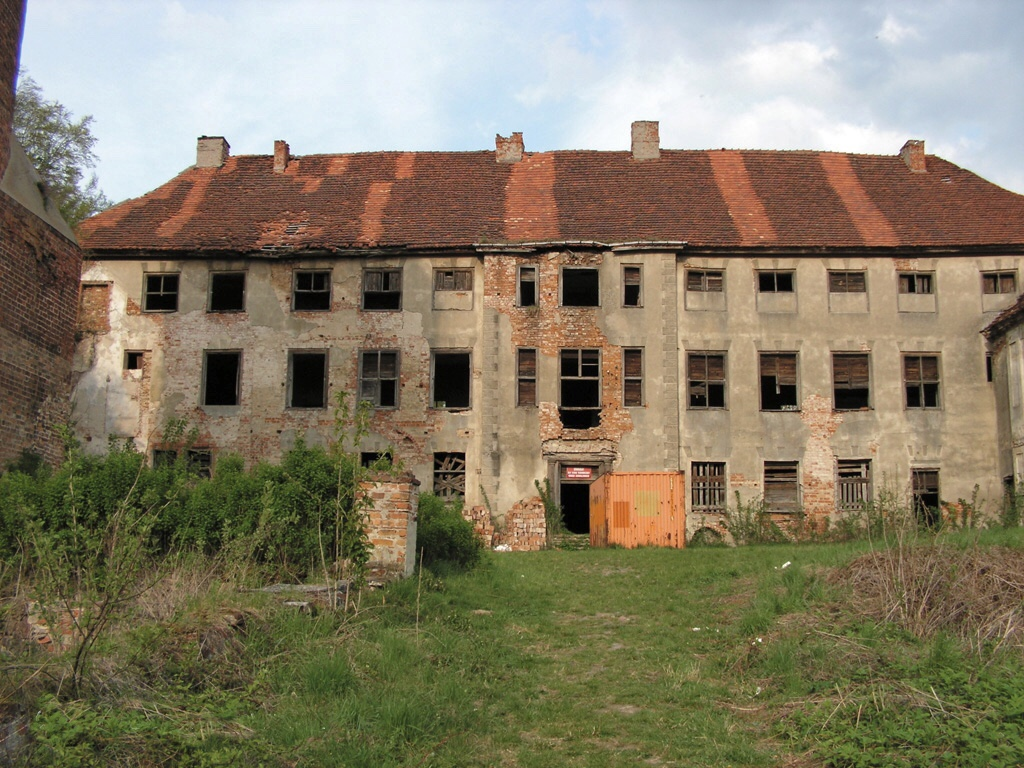
Korpus budowli (2010)
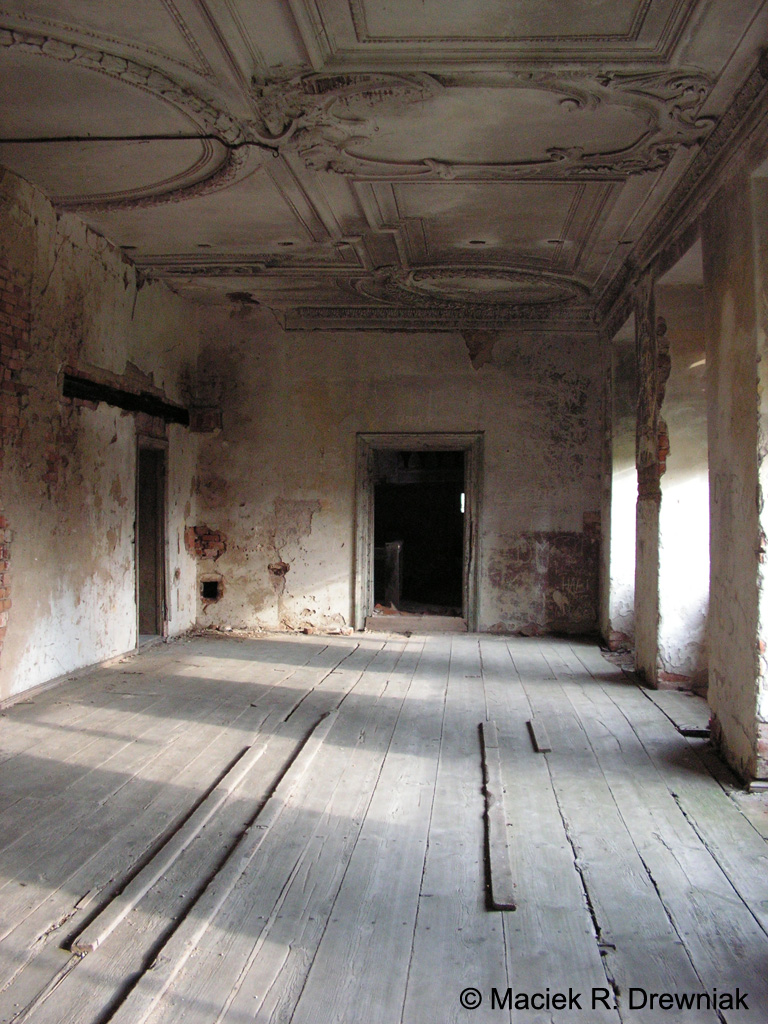
Dawna Sala Wielka (2010)
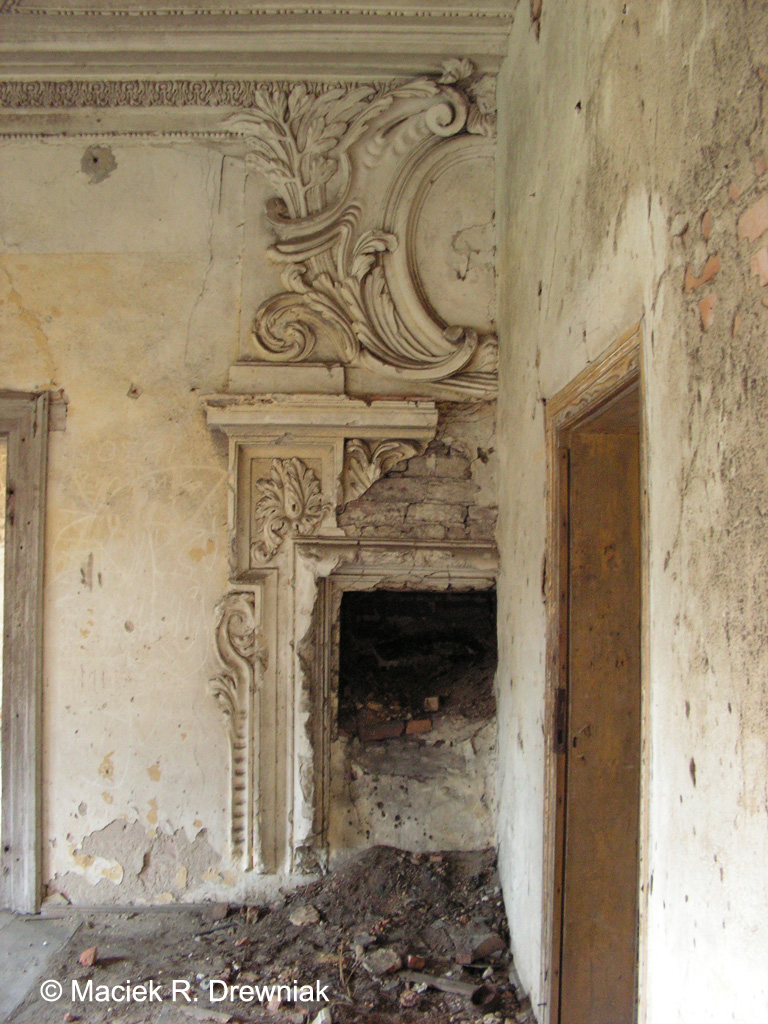
Resztki kominka Sali Wielkiej (2010)
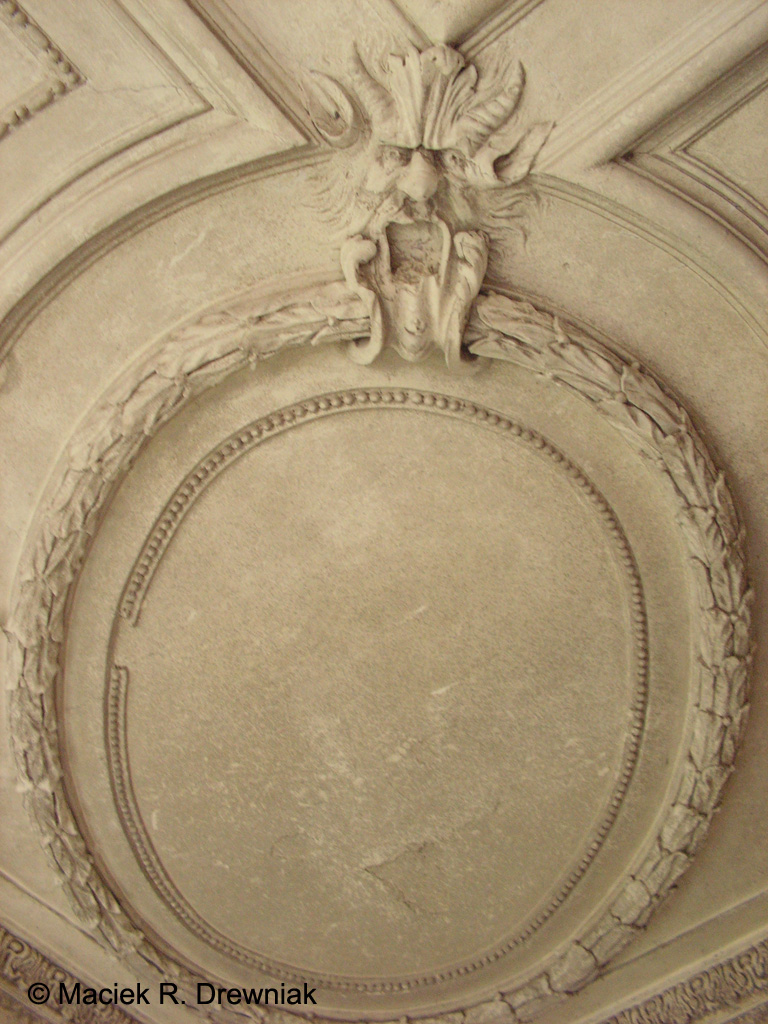
Sztukaterie (2010)
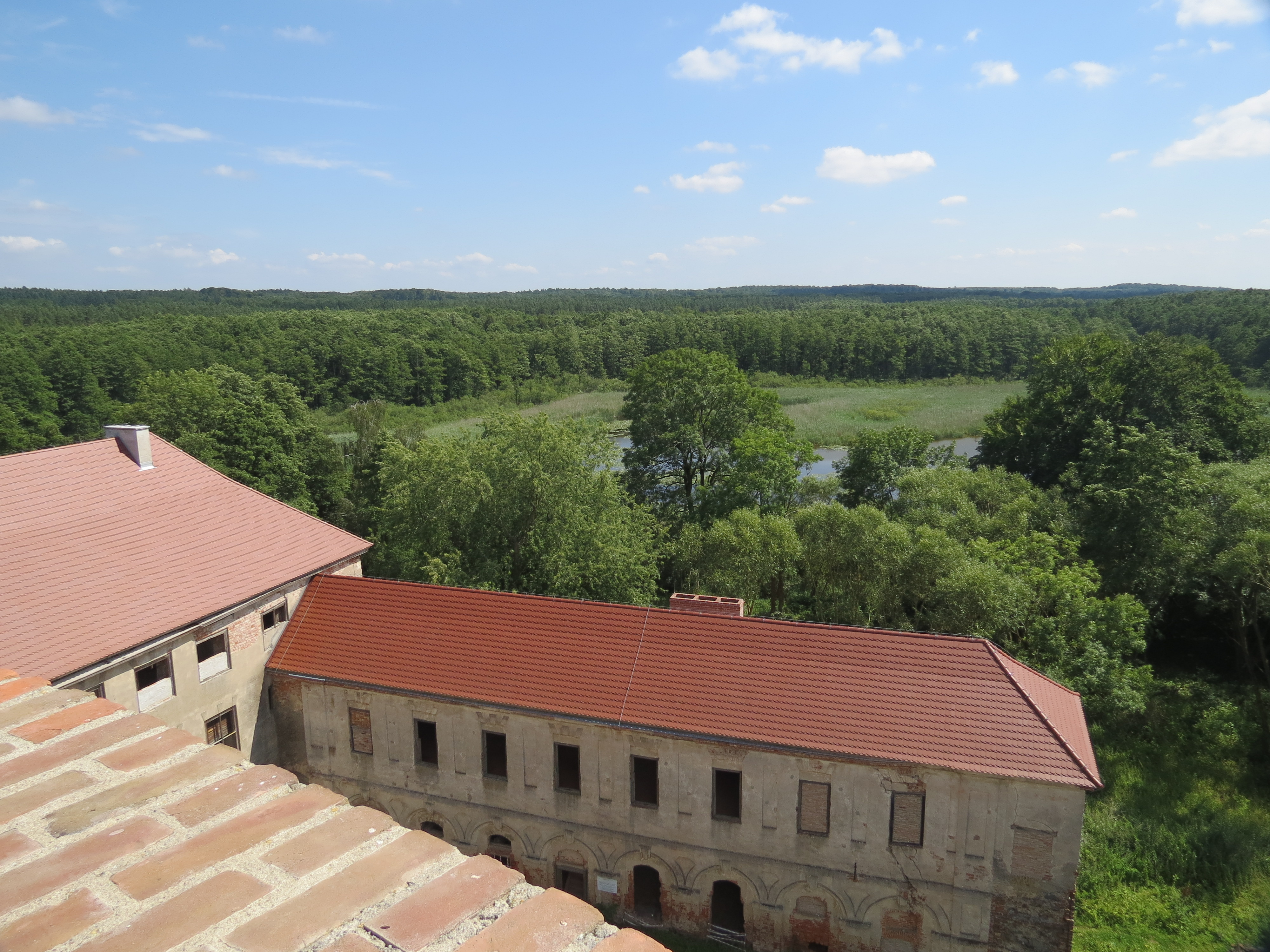
Widok z wieży na południe (2018)
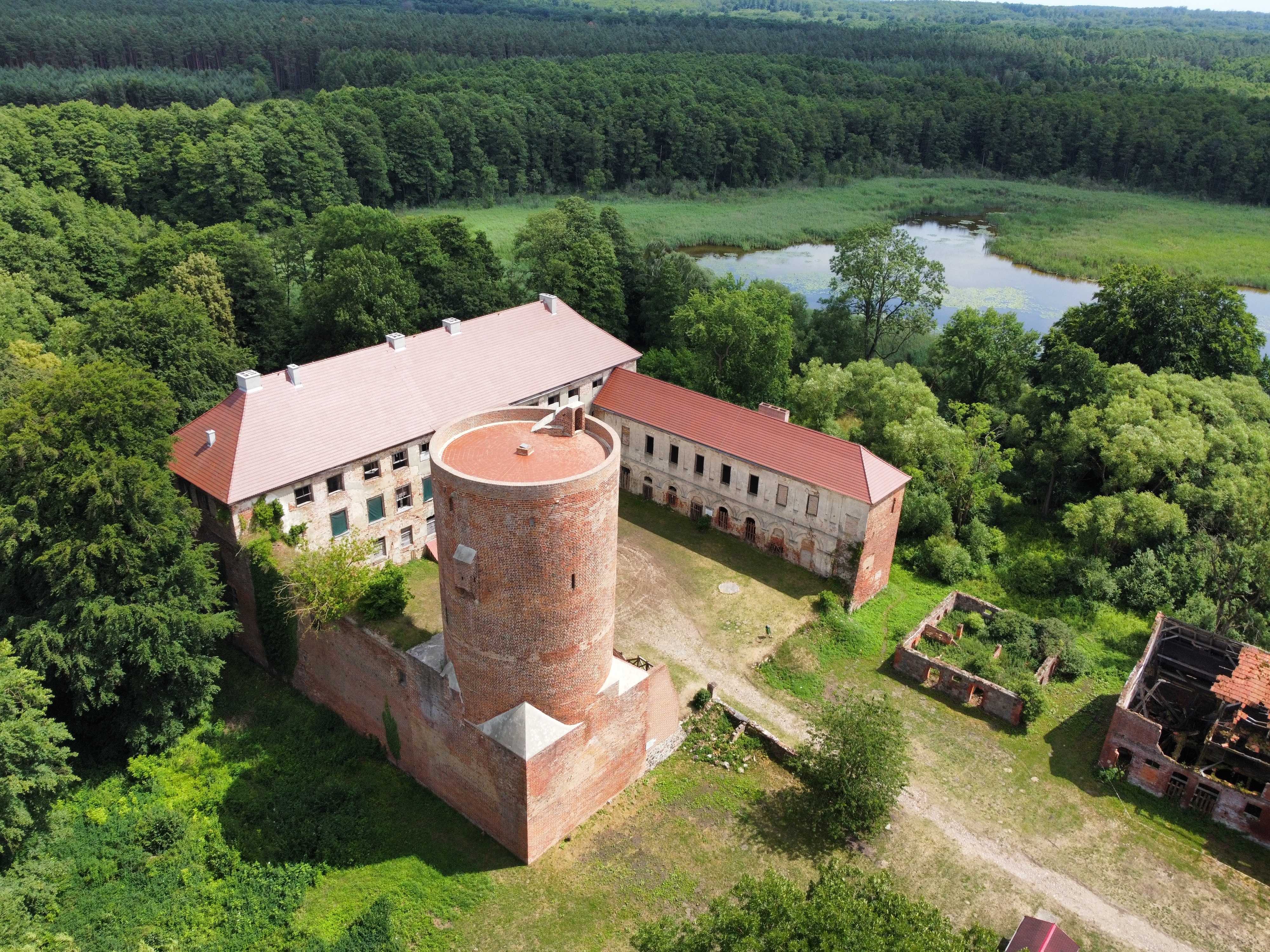
Zamek z jeziorem Grodziskim (2023)
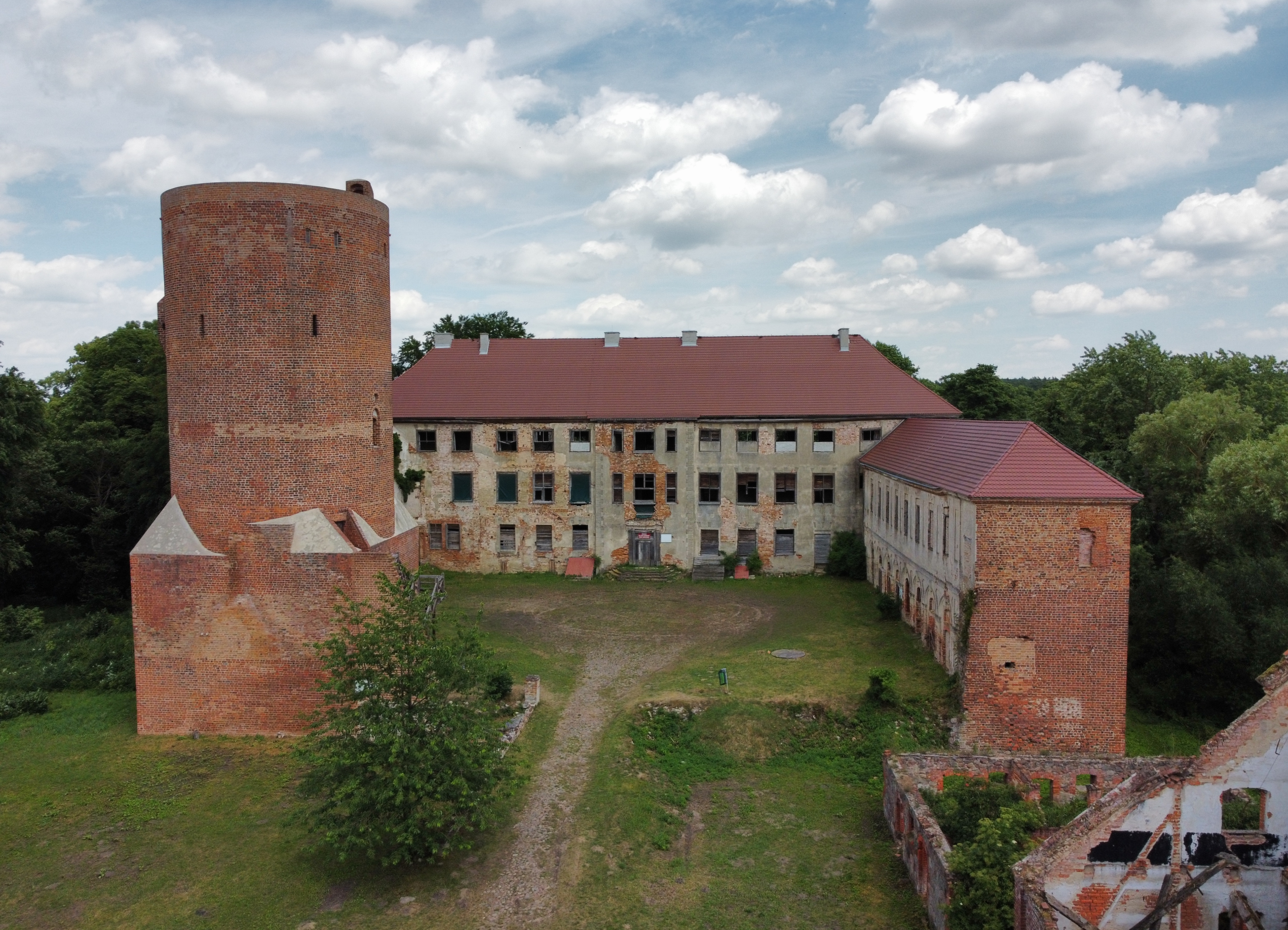
Zamek widok z powietrza (2023)